# CD El Nacional
Club Deportivo El Nacional är en fotbollsklubb från huvudstaden Quito i Ecuador, som grundades den 1 juni 1964 och är tillsammans med Barcelona SC den framgångsrikaste klubben i Ecuador och har per 2011 vunnit det ecuadorianska mästerskapet vid 13 tillfällen - klubben är dessutom den enda klubben som vunnit serien tre år i rad, vilket El Nacional gjort vid två tillfällen (1976-1978 och 1982-1984). El Nacionals främsta internationella framgång är en plats i semifinalen av Copa Libertadores 1985. Klubben spelar på Estadio Olímpico Atahualpa som tar ungefär 41 000 åskådare vid fullsatt och invigdes 25 november 1951.